# 맷 카도나
잭 라이더(Zack Ryder, 본명: 매튜 카도나(Matthew Cardona), 1985년 5월 14일 ~ )미국의 프로레슬링선수이다. 2004년 프로레슬링에 입문했고 2011년 12월 18일 돌프 지글러를 상대로 승리하며 처음으로 WWE 유나이티드 스테이츠 챔피언십을 획득했지만 2012년 1월 16일 결국 WWE RAW에서 잭 스웨거에게 WWE 유나이티드 스테이츠 챔피언십을 빼앗기고 말았다. 최근에는 유튜브에 자신의 개인방송을 만들었다. 그러나 최근 비키 게레로, 이브, 서머 레이, 악사나,로사 등 악녀들에게 당하는 샌드백이됨 최근라나에게도 굴욕당함 비키가 라이더를 거미줄덫에 넣어 허리를 부러뜨리고 이브가 로우 블로우 먹이고 서머 레이, 악사나, 로사, 라나가 굴욕주며 마무리 피니쉬는 리프팅 인버티드 DDT, 잭 어택(인버티드 오버드라이브), 러프 라이더(점핑 레그 래리어트)로 사용을 한다. wwe레슬매니아32에서 인터콘탈챔피언쉽에서 등극을 하였지만 그다음에 wwe raw에서 미즈에게 인터콘탈챔피언을 하루만에 빼앗기고 만다. 마초맨 랜디 새비지처럼 수염을길고 마초맨 랜디 새비지의 다이빙 엘보우 드랍으로 피니쉬를 하고있다. 2017년 9월 12일 진행되었던 스맥다운에서 쉘턴 벤저민 & 채드 게이블과 태그팀 경기를 치르다가 패배를 했고, 악수를 거부했다. 그러면서 2017년 11월 28일 WWE 스맥다운에서 모조 롤리탓으로 돌리자 롤리가 마구 공격을 당하면서 끝내 하이퍼 브로스는 해체되고 만다. 그리고 WWE 클래쉬 오브 챔피언스 2017 킥오프 매치에서 경기를 하는데 끝내 패한다. 2018년 1월 30일 WWE 스맥다운에서 WWE 유나이티드 챔피언 넘버원 컨텐더 매치에서 참가를 했으나 실패를 거둔다. 2018년 4월 9일 WWE Raw에서 이적을 했다. 그럼에도 불구하고 2019년 1월부터 커트 호킨스랑 붙어 다니다가, 레슬매니아 36에서 WWE RAW 태그팀 챔피언에 등극하지만 얼마 지나지 않아 빼앗긴 후 자버 태그팀이 되다가, 코로나19 사태로 인한 예산감축의 일환으로 2020년 4월 15일 방출당하고, 7월 29일 올 엘리트 레슬링으로 이적한다.

## 수상
- DSW 태그팀 챔피언 2회 - 브라이언 메이져
- NYWC 헤비웨이트 챔피언 1회
- NYWC 태그팀 챔피언 2회 - 브라이언 마이어즈
- OVW 사우던 태그팀 챔피언 1회 - 브라이언 마이어즈
- WWE 인터콘티넨탈 챔피언 1회
- WWE 태그팀 챔피언 (구 버전) 2회 - 커트 호킨스
- WWE 유나이티드 스테이츠 챔피언 1회
- 인터넷 챔피언(잭 라이더 자신이 만들고 임명함) 2회
- AIW 앱솔룻 챔피언 1회
- AIW 인텐스 챔피언 1회
- GCW 월드 챔피언 1회
- 임팩트 디지털 미디어 챔피언 1회
- NWA 월드 헤비웨이트 챔피언 1회